# Kanthabroderi
Kantha eller kanthabroderi är en tråckelteknik från Bangladesh. Kantha består av det allra enklaste av broderistygn, nämligen en jämn rad förstygn (upp-och-ned-stygn) och är en mycket gammal teknik. Beroende på hur stygnet används, i olika formationer, så skapas kanthan komplexa betydelser och mönster.
Från början var stygnet till för att sammanfoga gamla saris för återvinna dem och att göra tjockare täcken av dem. Det var också ett sätt att uttrycka sig på, för kvinnor både i städer och på landsbygden i Bengal.
Broderitekniken väcktes till liv igen på 1970-talet när några kvinnor startade broderigrupper i Bangladesh. Man visade unga flickor det gamla hantverket och gav dem tyg och tråd så de kunde göra egna broderier.